# Slottsfogde
Slottsfogde var på medeltiden en titel inom statsförvaltningen för en fogde för ett slott som också var en befästning. Slottsfogden ansvarade både för försvar och administrativa frågor för slottet och landet omkring.
I Sverige var slottfogdarna nyckelpersoner i statsförvaltningen för kontroll över de olika delarna i riket fram till länsstyrelserna tillkomst 1634, då landshövdingen övertog denna roll. Titeln slottfogde har därefter bibehållits för den administrativt ansvarige för slott.
Inom Ståthållarämbetet, som är en del av de Kungliga hovstaterna förordnas en slottsfogde av Kungen till chef över Slottsfövaltningen över enskilda eller flera slott inom den Kungliga dispositionsrätten. Slottsfogden på Stockholms slott samt Gripsholms slott höll enligt 1902 års rangordning, den  25:e klassen, rang mellan överstelöjtnant och major, (rang som överstelöjtnant, men efter), likt hovintendent samt livmedikus.

## Braheslott
- 1646–1653: Hans Bomgård.[1]

## Drottningholms slott
- 1948–1963: Gösta Reuterswärd
- 1964–1974: Stig Hegardt
- 1974–1993: Robert Pålman
- 2000–2007: Jacob Lagercrantz

## Gripsholms slott
- 1300-talet: Jöns Djäkn
- 1434: Hans av Eberstein
- 1423–1446: Hartvig Flögh[2], 1423–1446
- 1540-talet: Måns Smed
- 1546: Nils Birgersson
- 1549–1551: Nils Birgersson
- Erik Dalkarl,  1555. Han var landbofogde 1553 och 1554 och på Rävsnäs 1556. Dalkarls kontantlön var då 100 mark.[3]
- 1564: Kristoffer Persson till Fållökna
- 1623: Gustav Raaf (befallningsman)
- 1675—1682: Anders Ersson Kihlman
- 1756: Filip Bäfvert
- 1934–1955: Harry Hedenstierna
- 1955–1975: Raoul Årmann
- 1975–1983: Jonas Wærn
- 1983–????: John Crafoord
- 1991–1999: Per-Arne Ringh
- 1999–????: Tomas Warming
- 2006–2015: Claes-Göran Hedén[4][5]
- 2015–idag: Stefan Wirtén[5]

## Haga slott
- 1956–????: Carl Gösta Hansson
- 1977–1985: Tore Rääf
- 1985–1991: Gustaf Peyron

## Kalmar slott
- Magnus Bengtsson (Folkungaättens lagmansgren) 1250-talet
- Johan Huvud ?–1307 [6]
- Karl Elinasson 1307–? [6]
- Sune Jonsson (Båt), 1329 [6]
- Ulf Abjörnsson (Sparre) [6]
- Herman van Owen, 1363–1365
- Vicke Van Vitzen den äldre, 1366–1389
- Anders Jacobsen Lunge, 1396–1397
- Abraham Brodersson Tjurhuvud, 1403–1405
- Berend von Melen, 1523–1525
- Jöns Olsson (Gyllenhorn) möjligen den Jöns Olsson som anges som fogde 1526–1529, tidigare felaktigt identifierad som Jon Olsson (Liljesparre)
- Germund Svensson Somme, 1540–1559
- Olof Andersson (Oxehufvud), ståthållare 1594.

## Kastelholms slott
- Henrik Jönsson Lapp,  (?)
- Henrik Persson Gyllenflög, (+1555)
- Joen Westgöte, (+1563)

## Nyköpings slott
- Kristiern Skärbäck vid Nyköpings gästabud 1317
- Erik Axelsson (Tott)
- Esbjörn Pedersson (Lilliehöök) 1565-1567|
- Lars Westgöthe befallningsman 1572 [7]
- Göran Johansson (Rosenhane), 1574–1576
- Johan Jöransson (Rosenhane), 1576
- Lars Westgöthe befallningsman för andra gången, 1577. [7]
- Gisle Nilsson Struss
- Jöns Olofsson (Gyllenhorn) till Sjösa
- Lars Westgöthe återigen befallningsman flera gånger; 1597, 1598, 1599. [7]
- Peder Kristensson Siöblad av Flättna
- Lubert Diedriksson Kauer (död 1608)
- Johan Månsson (Ulfsparre af Broxvik) 1608-1610
- Axel Jönsson Lillie (död före 1611)

## Raseborgs slott
- Tönne Eriksson Tott, (1490–1513)
- Krister Klasson (Horn), 1513–1515
- Nils Månsson Grabbe, 1526–1534
- Christer Classon Horn af Kanckas, (?)
- Lars Axelsson Tott,  (?)

## Revals slott
Slottet är i modern tid mer känt som Dombergets slott i Tallinn.
- Jonas Ljunggren, (?)

## Rosersbergs slott
- Gösta Reuterswärd, 1952–1963
- Stig Hegardt, 1964–1974
- Robert Pålman, 1974–1993
- Jacob Lagercrantz, 2000–2007

## Rumlaborgs slott
- Otto Snaps, (1434)

## Skoklosters slott
- Per-Olof Thorsbeck, 1981-????

## Sollidens slott
- Gustaf Rydén, 1931-?
- Carl Johan Wilhelm Finn, 1950-?
- Melcher Ekströmer, 1980-talet–2000-talet

## Stegeborgs slott
- Jöns Finnson, (1414–1424/1427)
- Magnus Drake i Kalvenäs
- Giovanni Franco, (omkring 1435)
- Erengisle Nilsson den yngre, (1439–1451 och 1459–1463)
- Lars Olofsson, (slutet av 1500-talet)

## Stockholms slott
- Kristiern från Öland, ca 1303-1306. Han blev år 1306 fängslad under fejden mellan Magnus Ladulås söner.
- Ingevald Estridsson (Hammerstaätten), omnämnd 1308-1322
- Röd Keldorsson (källa: se Sixten (Sparre))
- Sone Halstensson till Ådö (Örnsparre) 1330-talet?
- Nils Ingevaldsson, 1340-talets slut
- Anund Hemmingsson, 1358.  (Anund Hatt den äldre, latin: domini Anundi Hatt militis)[8]
- Bo Jonsson (Grip) 1364, 1367-1369?
- Karl Ulfsson (Sparre av Tofta), nämnd 1365 [9]
- Erik Karlsson (Örnfot), nämnd 1366
- Nils Kettilsson (Vasa), 1370-talet
- Ivar Königsmarck, 1376
- Herbert Königsmarck, före 1378, till efter 1386 [10]
- Bo Djure, omnämnd som hövitsman 1402
- Andris Ingwarsson ca 1409 (källa, se Orhems gård)
- Hans Kröpelin den äldre, (–1440)
- Magnus Gren 1442-1445?
- Olof Drake 1450-1457
- Knut Jönsson Posse, 1466–1467
- Erik Turesson den yngre (Bielke) 1487-1490
- Christiern Bagge, omnämnd 1498 [11]
- Nils Bese 1505-1506
- Jon Jönsson (död 1519) 1508
- Bengt Eriksson 1509 -1510, slottsfogde åt Svante Nilsson (Sture),  avrättad vid Stockholms blodbad 1520.[12]
- Olof Jonsson (Gyllenhorn) hösten 1511
- Botvid Larsson (Anckar) 1541
- Erik Kuse, 1519-1520 (avrättad vid Stockholms blodbad 1520)
- Mats Persson Upplänning 1530-1531
- Måns Svensson  (Somme) 1533-1535
- ?Antonius de Palma 1563-1565? Sigvard Kruse 1563-1569
- Birger Isaksson (Halvhjort av Älmtaryd) till Äpplaholm, 1577—1578
- Jakob Bagge 1577? (ståthållare?)
- Nils Larsson Bjugg, 1590–1594
- Nils Larsson Bjugg, (+1599)
- Sven Månsson Rospigg, adl. Eketrä, 1601-1607
- Hans Eriksson (Ulfsparre) af Broxvik, 1611-1616
- Olaus Burman (1634-)[13]
- Georg Hircinius, adl. Stiernhoff, 1675-
- Anders Törnblohm, adl. Cronsparre, 1705-1713
- Anders Drake, von Drake, 1722-1728
- Lars Holmcreutz, 1745–1759
- Axel von Axelsson, 1760-1762
- Johan Wilhelm Karström, (-1805)
- Peter (Pehr) Westerström, 1805-1811
- Mårten Wihlborg, 1812-1845
- Gottfrid Christoffer Kraepelin, 1845-1856
- Fredric August Hartman, 1856-1876
- Claes Gustaf Richard Björksten, 1876-1889
- Carl Evert Taube, 1889-1912
- Carl Elof Nicolaus Holm, 1912-1920
- Harry Holger Brodersen, 1982-1986
- Sven Erik Rickard Holm, 1987-1994
- Christer Erik Lignell, 1994-1996
- Erik Kampmann, 2017-

Notera att i de fall ingen slottsfogde förordnats är ståthållaren på Stockholms slott slottsfogde.

## Strömsholms slott
- Raoul Årmann, 1959-1975
- Jonas Wærn, 1975-1983
- John Crafoord, 1983-????
- Per-Arne Ringh, 1991-1999
- Tomas Warming, 1999-????
- Claes-Göran Hedén, 2006–2015[4][5]
- Stefan Wirtén, 2015–idag[5]

## Tavastehus slott
- Arvid Eriksson (Stålarm) d.ä., (+1529)
- Olof Grelsson på Näse
- Johan Boose, 1576-1577

## Telge hus(Karlsborg)
- Jösse Bosson, 1456

## Tullgarns slott
- Gösta Reuterswärd, 1948-1963
- Stig Hegardt, 1964-1974
- Robert Pålman, 1974-1993
- Jacob Lagercrantz, 2000-2007

## Ulriksdals slott
- Carl Gösta Hansson, 1956–????
- Tore Rääf, 1977–1985
- Gustaf Peyron, 1985–1991

## Uppsala slott
- Nils Thegner
- Lars Jespersson Cruus
- Engelbrekt Svensson
- Samuel Isaci Steen, 1663–1690
- Albrecht Hansson Stare, 1690–1720

## Viborgs slott
- Nils Turesson (Bielke) -1364
- Sune Håkansson (två nedvända sparrar) 1364-?
- Nils Månsson Grabbe, 1534–1545
- Johan Boose, efter 1577

## Visingsborgs slott
- Erik Svensson Edman, (+1662)
- Jöns Svensson Källebäck, (+1693)

## Västerås slott
- Jöns Finnson, 1393–1412
- Jösse Eriksson, –1434
- Lasse Eriksson, (1500-talet)
- Olof Jonsson (Gyllenhorn) 1505-1509

## Åbo slott
- Sune Håkansson (två nedvända sparrar) 1364-cirka 1367?
- Ernst von Dotzen ca 1367-1374?
- Klas (Lydekasson) Djäkn, (–1436 ca)
- Krister Klasson (Horn), 1515–1520
- Didrick Persson, (1500-talet)
- Lars Henriksson Hordeel (död 1591)

## Älvsborgs slott
- Otte Torbjörnson -1473 [14]
- Nils Klasson (Sparre av Ellinge) 1473- [15]
- Sigvard Kruse 1561-1563

## Örebro slott
- Möjligen Kristiern från Öland, ca år 1300
- Knut Mattsson, 1347–1348
- Rudolf von der Dollen, 1377
- Kort von Allen, 1386
- Algot Magnusson (Sture), 1392
- Jowan, 1403
- Peter Magnusson, 1405
- Edele, 1411
- Jöns Laurensson, 1413–15 (–1419?)
- Olof Gris, 1422
- Åke Axelsson Tott, 1432
- Mathias Kettilberg, 1434
- Nils Engelbrektsson, 1434
- Engelbrekt Engelbrektsson, 1435–1436
- Nils Nilsson, 1436–1438
- Greger Bengtsson (Läma), 1445
- Nils Jönsson (Oxenstierna), 1448–1450
- Erengisle Nilsson d.y., 1450–1452
- Karl Bengtsson (Färla), 1452
- Gustav Olofsson (Stenbock), 1454
- Erik Pedersson (Tott), 1456
- Erik Jönsson (Hallkvedsätten), 1456
- Erik van Lipen, (1458?–1464)
- Kettil Karlsson (Vasa), 1464–1465
- Erik Nilsson (Oxenstierna), 1465–1467
- Nils Svensson, 1469
- Borkvard Hansson, 1478–1481
- Svante Nilsson (Sture), 1482–1498
- Jöns Falster, 1497–1501
- Erik Eriksson, 1502
- Hemming Gagge, 1505
- Sander Arendsson, 1506
- Gustav Torstensson, (1507–1512)
- Lars Kåhre, 1600-talet
- Olof Jonsson Buraeus, 1600-talet